# بورسالینو
بورسالینو (انگلیسی: Borsalino) یک شرکت ایتالیایی فعال در زمینه تولید کلاه‌های لوکس است. این شرکت در سال ۱۸۵۷ تأسیس شده و پایگاه اصلی آن در شهر آلساندریا، ایتالیا قرار دارد.